# 北九州大学短期大学部
北九州大学短期大学部（きたきゅうしゅうだいがくたんきだいがくぶ）は、福岡県小倉市北方に本部を置いていた日本の公立大学である。1951年に設置され、1960年に廃止された。

## 概要

### 大学全体
- 福岡県小倉市[注 1]に所在した日本の公立短期大学で[3][4]、設置主体は福岡県[1]。
- 夜間部1学科かつ入学定員80名[注釈 2]体制をもって1951年に開学した[5]。
- 1956年度の入学生を最後に[注釈 3]、短期大学としての使命を終える[注 2]

### 教育および研究
- 英語を通じて商業貿易に関する専門知識や教養を培うことのねらいから英語商業科を設置していた。

### 学風および特色
- 勤労青年のために夜間部の授業が行われていた[9][10][11][12]。

## 沿革
- 1950年
  - 10月 文部省[注釈 4]に短期大学の設置認可に関する申請を以下の通りの内容で行う[13]。
    - 英語商業科
- 1951年
  - 1月31日 左記を以て文部省[注 3]より短期大学の設置が認可される[14][15][16]。
  - 4月1日 左記を以て北九州外国語大学短期大学部（きたきゅうしゅうがいこくごだいがくたんきだいがくぶ）が以下の学科体制にて開学する。
    - 英語商業科第二部[注 4]

  - 4月26日 第1回入学式が挙行される[17]。
- 1954年
  - 3月1日 左記を以て北九州大学短期大学部と改称[18][注 5]。
- 1956年 当年度をもって学生募集を最終とする[注釈 3]。
- 1960年
  - 6月16日 左記を以て正式に廃止される[8][20]。

## 基礎データ

### 所在地
- 福岡県小倉市北方[注釈 1][21]。

## 教育および研究

### 組織

#### 学科
- 英語商業科第二部[注 6]

#### 専攻科
- なし

#### 別科
- なし

#### 取得資格について
- 教職課程として中学校教諭二級免許状（英語・職業）と高等学校教諭二級免許状（英語・商業）が設けられていた[23][注 7]。

#### 年度別学生数
- 1954年度についてはその年度（月日は不詳だが、1955年3月以前のデータ）、1958年度以降の学生数はその該当年度の5月1日時点でのデータである。

| -               | -          | 出典     |
| --------------- | ---------- | -------- |
| 入学定員        | 80         | [ 25 ]   |
| 総定員          | 160        |          |
| 1954年          | 男198 女17 | 。       |
| 1955年 - 1957年 | 不明       | [ 注 8 ] |
| 1958年          | 男26 女0   | [ 28 ]   |
| 1959年          | -          | [ 29 ]   |

### 大学関係者一覧

#### 大学関係者
- 大島直治：当時、北九州外国語大学ならびに北九州大学の学長と兼任。

## 施設

### キャンパス
- 設備：大学の学部と同じキャンパスを使用していた。正門を向いて左側に「北九州大学短期大学部」の学名が記された縦に細長い看板が掲げられていた[30]。

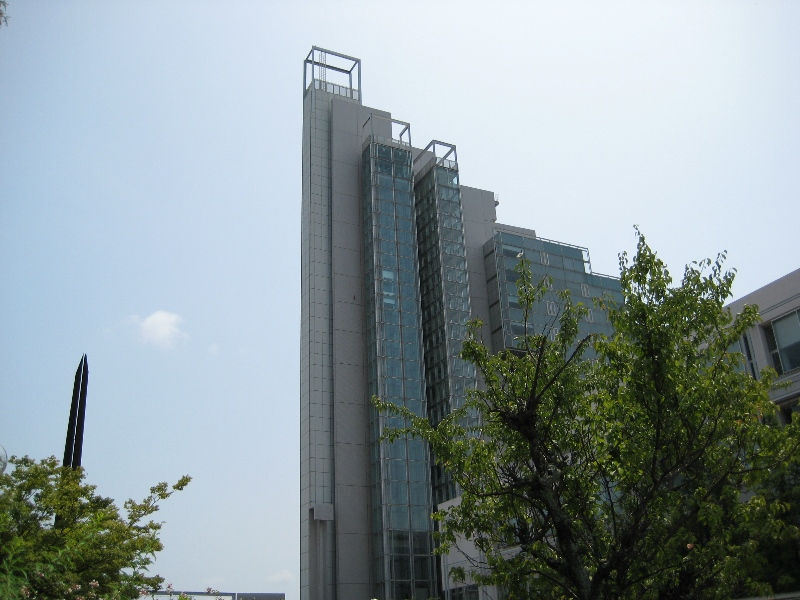
現在の北九州市立大学キャンパス

## 卒業後の進路について

### 就職について
- 勤労学生が多かったこともあり、就職希望者は少なく卒業後も現職を継続する学生が多かったものとみられる。ただし、教職課程が設置されていたことから教職に就いた人もいたものとみられる。